# Björkeberg
Björkeberg är kyrkbyn i Björkebergs socken och en småort i Linköpings kommun i Östergötlands län. Orten ligger 13 km västnordväst om Linköping, 9 kilometer sydväst om Vreta kloster. Från 2015 räknas den södra delen av bebyggelsen som en separat småort, Lindbotorp.
I orten ligger Björkebergs kyrka.